# Chalcura bunyae
Chalcura bunyae är en stekelart som först beskrevs av Girault 1934.  Chalcura bunyae ingår i släktet Chalcura och familjen Eucharitidae. Inga underarter finns listade i Catalogue of Life.